# Veliki Lemež
Veliki Lemež je 2.043 m visoka gora v Julijskih Alpah, del Krnskega pogorja. Od njega ga loči sedlo Čez Potoče (1.845 m), s katerim je povezan preko ozkega jugozahodnega grebena več skupaj ležečih vrhov. V njegovem jugovzhodnem vznožju, kamor prepada s travnatimi strmalmi in ostenjem, se nahaja Krnsko jezero, južno od njega leži Planina na Polju (1.530 m), vzhodno od njega pa Planina Duplje (1.371 m) kjer se nahajata Planinski dom pri Krnskih jezerih in Dupeljsko jezero. Od severovzhodno ležečega vrha Debeljaka (1.869 m) ga ločuje globoka škrbina. Skupaj z njegovim ostenjem na severozahodu prepada preko gozdnatega Škrila v dno zatrepa doline Lepene, kjer se nahaja Dom dr. Klementa Juga (700 m). Vrh je še najlažje dostopen s sedla Čez Potoče.
Lemež je bil med prvo svetovno vojno tako kot celotno Krnsko pogorje na soški fronti na območju velikih vojaških spopadov med italijansko in avstro-ogrsko vojsko. Tako greben kot pobočja so še danes prepredena z ostanki nekdanjih rovov, ob njegovem vznožju pa tudi z mulatjerami.